# Destrozares, canciones para el final de los tiempos
Destrozares, canciones para el final de los tiempos es el segundo álbum de estudio como solista de Robe, publicado el 18 de noviembre de 2016.
El disco, de estilo personal, y similar a su anterior trabajo, lanzó el primer sencillo, acompañado de videoclip, titulado Por encima del bien y del mal el 28 de octubre de ese mismo año.
En él, todos los músicos que participan son de origen extremeño.

## Personal
- Robe: Canciones, voz y guitarra.
- Carlitos Pérez: Violín y voces.
- David Lerman: Bajo, saxo, clarinete y voces.
- Alber Fuentes: Batería y voces.
- Lorenzo González: Voz.
- Álvaro Rodríguez Barroso: Piano, teclados y acordeón.

## Grabación y producción
El disco fue grabado en los estudios MuxikOn por Iñigo Etxebarrieta, y en los estudios Small Room y 360 Global Media, por José Luis Crespo, productor a su vez, junto con Álvaro Rodríguez Barroso y David Lerman.

## Título
Sobre el título, el propio autor, nos acerca una explicación:

Después del primer aleteo, os presentamos nuestro vuelo firme hacia lo ignoto: Destrozares, canciones para el final de los tiempos. La palabra "destrozares" es un sustantivo, pero no viene como tal en el diccionario. No pierdas el tiempo buscándola ni intentando entenderla. Solo siéntela.

## Lista de canciones
| N.º | Título                          | Duración |  |
| 1.  | «Hoy al mundo renuncio»         | 5:57     |  |
| 2.  | «El cielo cambió de forma»      | 4:12     |  |
| 3.  | «Querré lo prohibido»           | 6:01     |  |
| 4.  | «Cartas desde Gaia»             | 4:03     |  |
| 5.  | «Del tiempo perdido»            | 7:09     |  |
| 6.  | «Por encima del bien y del mal» | 5:36     |  |
| 7.  | «Donde se rompen las olas»      | 6:42     |  |
| 8.  | «Puta humanidad»                | 4:03     |  |
| 9.  | «La canción más triste»         | 6:41     |  |
| 10. | «Destrozares»                   | 3:15     |  |